# Darío Gómez Serrato
Darío Gómez Serrato (Assunção, 18 de janeiro de 1900 — idem, 13 de novembro de 1985) foi um poeta, compositor e jornalista paraguaio.